# Недохин, Дэвид
Дэ́вид Не́дохин (англ. David Nedohin; 20 декабря 1973, Виннипег, Манитоба, Канада) — канадский кёрлингист. Тренер по кёрлингу.
Играл в основном на позиции четвёртого (но в команде Рэнди Фёрби, в составе которой добился наибольших успехов, скипом не являлся).
Трёхкратный чемпион мира (2002, 2003, 2005). Четырёхкратный чемпион Канады (2001, 2002, 2003, 2005).
Судя по отсутствию упоминаний после сезона 2013—2014 на сайте Мирового тура по кёрлингу, видимо, в 2014 закончил выступления в кёрлинге на высшем уровне.

## Команды
| Сезон   | Четвёртый     | Третий         | Второй          | Первый          | Турниры                     |
| ------- | ------------- | -------------- | --------------- | --------------- | --------------------------- |
| 1995—96 | Arnold Asham  | Дэвид Недохин  | Sean Nedohin    | Дон Радд        |                             |
| 1996—97 | Dale Duguid   | James Kirkness | Дэвид Недохин   | Даг Армстронг   |                             |
| 1997—98 | Дэвид Недохин | Рэнди Фёрби    | Картер Райкрофт | Pat McCallum    |                             |
| 1998—99 | Дэвид Недохин | Рэнди Фёрби    | Скотт Пфейфер   | Картер Райкрофт |                             |
| 1999—00 | Дэвид Недохин | Рэнди Фёрби    | Скотт Пфейфер   | Картер Райкрофт |                             |
| 2000—01 | Дэвид Недохин | Рэнди Фёрби    | Скотт Пфейфер   | Марсель Рок     | ЧК 2001 · ЧМ 2001 (4 место) |
| 2001—02 | Дэвид Недохин | Рэнди Фёрби    | Скотт Пфейфер   | Марсель Рок     | ЧК 2002 · ЧМ 2002           |
| 2002—03 | Дэвид Недохин | Рэнди Фёрби    | Скотт Пфейфер   | Марсель Рок     | КК 2003 · ЧК 2003 · ЧМ 2003 |
| 2003—04 | Дэвид Недохин | Рэнди Фёрби    | Скотт Пфейфер   | Марсель Рок     | КК 2004 · ЧК 2004           |
| 2004—05 | Дэвид Недохин | Рэнди Фёрби    | Скотт Пфейфер   | Марсель Рок     | ЧК 2005 · ЧМ 2005           |
| 2005—06 | Дэвид Недохин | Рэнди Фёрби    | Скотт Пфейфер   | Марсель Рок     |                             |
| 2006—07 | Дэвид Недохин | Рэнди Фёрби    | Скотт Пфейфер   | Марсель Рок     |                             |
| 2007—08 | Дэвид Недохин | Рэнди Фёрби    | Скотт Пфейфер   | Марсель Рок     |                             |
| 2008—09 | Дэвид Недохин | Рэнди Фёрби    | Скотт Пфейфер   | Марсель Рок     |                             |
| 2009—10 | Дэвид Недохин | Рэнди Фёрби    | Скотт Пфейфер   | Марсель Рок     | КООК 2009 (5 место)         |
| 2010—11 | Рэнди Фёрби   | Дэвид Недохин  | Blayne Iskiw    | David Harper    |                             |
| 2011—12 | Дэвид Недохин | Рэнди Фёрби    | Тед Аппельман   | Brendan Melnyk  |                             |
| 2012—13 | Дэвид Недохин | Colin Hodgson  | Mike Westlund   | Том Соллоус     |                             |
| 2013—14 | Кевин Мартин  | Дэвид Недохин  | Марк Кеннеди    | Бен Хеберт      | КООК 2013                   |

(скипы выделены полужирным шрифтом)

## Результаты как тренера национальных сборных
| Год  | Турнир                                                   | Сборная              | Место |
| ---- | -------------------------------------------------------- | -------------------- | ----- |
| 2023 | Чемпионат мира по кёрлингу среди юниоров (группа Б) 2023 | Канада (юниоры жен.) | 2     |
| 2024 | Чемпионат мира по кёрлингу среди юниоров 2024            | Канада (юниоры жен.) | 4     |

## Частная жизнь
Закончил Манитобский университет. Работает владельцем бизнеса (англ. business owner) в компании Timber Castle Log Homes, а также аналитиком для сайта CurlTV.com.
Женат. Жена Хезер Недохин, также известная кёрлингистка, трёхкратная чемпионка Канады и дважды бронзовый призёр чемпионатов мира. У них две дочери: Хэ́лли (англ. Halle, род. 2001) и Али́сса (англ. Alyssa, род. 2004).